# Liu Fuzhi
Liu Fuzhi (marzo de 1917 - 25 de agosto de 2013) fue un político de la República Popular de China. Se desempeñó como fiscal general de la Fiscalía Popular Suprema, ministro de Seguridad Pública y ministro de Justicia.
Liu era un miembro del 12.º Comité Central del PCCh 1982-1985, y miembro de la Comisión Central de Asesoramiento 1987-1992. 
Liu murió de una enfermedad en agosto de 2013 a la edad de 96 años.